# Qué me alcance la vida
«Qué me alcance la vida» es una canción de la agrupación mexicana-argentina Sin Bandera publicado el 23 de enero de 2006 como el segundo sencillo de su tercer álbum de estudio Mañana (2006). La canción fue escrita por los mismos integrantes y producida por Aureo Baquiero de igual forma.
También ha estado dentro de los discos de grandes éxitos de ellos y en vivo de todas sus presentaciones.

## Lista de canciones

### CD - Promo[8]
| Qué me alcance la vida — Single |                          |          |  |
| N.º                             | Título                   | Duración |  |
| 1.                              | «Qué me alcance la vida» | 3:50     |  |

## Posiciones en las listas
| Listas (2006)                              | Posición |
| ------------------------------------------ | -------- |
| Estados Unidos Billboard Hot Latin Tracks  | 3        |
| Estados Unidos Billboard Latin Airplay     | 19       |
| Estados Unidos Billboard Latin Pop Airplay | 4        |